# عبد الله الشامخ
عبد الله الشامخ لاعب كرة قدم سعودي من مواليد	28 مايو 1993 ، يلعب في مركز الظهير الأيسر .

## مسيرة اللاعب
كانت بداياته مع نادي الهلال و حقق مع نادي الهلال بطولتي كأس الملك 2015 وكأس السوبر السعودي 2015م .
أعاره الهلال لنادي الرائد مطلع عام 2016 و عاد بعدها إلى الهلال و انتقل إلى نادي الوحدة في عام 2016 بنظام الإعارة لمدة موسم و في عام 2017 وقع مع نادي الرائد عقد لمدة سنتين و لعب بعدها مع نادي الشباب ونادي الفيحاء و نادي القادسية.

## روابط خارجية
- عبد الله الشامخ على موقع قاعدة بيانات كرة القدم.إي يو (الإنجليزية)
- عبد الله الشامخ على موقع ناشيونال فوتبول تيمز (الإنجليزية)
- عبد الله الشامخ على موقع Soccerway.com (الإنجليزية)